# Боголеп (Анцух)
Архиепископ Боголеп (в миру Михаил Романович Анцух; 10 [23] ноября 1911, Скоричи, Минская губерния — 13 мая 1978, Одесса) — епископ Русской православной церкви, архиепископ Кировоградский и Николаевский.

## Биография
Родился 1911 в деревне Скоричи Минской губернии в белорусской православной крестьянской семье.
После революции в Польше в связи с изменением государственных границ.
В 1925 окончил 7-летнюю среднюю школу в селе Еремичи, после жил с родителями.
2 февраля 1934 года поступил послушником в Жировицкий Успенский монастырь.
В 1936 году принял монашеский постриг с именем Боголеп. 20 мая того же года рукоположён в сан иеродиакона. 14 октября 1939 года рукоположён в сан иеромонаха.
15 июля 1943 года Минским митрополитом Пантелеимоном возведён в сан игумена и назначен наместником Жировицкого монастыря.
В октябре 1947 года переведён на должность настоятеля приходского храма в местечке Кривошин Ляховичского района Брестской области.
В 1948 году стал студентом Ленинградской духовной семинарии, по окончании которой в 1950 году поступил на заочный сектор Ленинградской духовной академии.
27 июня 1950 году назначен настоятелем приходского храма в городе Добруш Гомельской области.
В 1954 году по собственному желанию перешёл в Брянскую епархию и 6 июня был назначен настоятелем храма Петра и Павла в городе Клинцы и благочинным церквей Клинцовского округа.
1 января 1959 года назначен настоятелем Балтского Феодосиевского монастыря Одесской епархии.
В марте 1959 года назначен благочинным церквей Балтского округа.
6 августа 1959 года возведён в сан архимандрита.
С 1961 года — настоятель Димитриевского кладбищенского храма в Одессе.
9 ноября 1963 хиротонисан во епископа Мукачевского и Ужгородского. Хиротонию в Троице-Сергиевой лавре совершили Патриарх Алексий I, митрополит Крутицкий и Коломенский Пимен (Извеков), митрополит Ленинградский и Ладожский Никодим (Ротов), архиепископ Ярославский и Ростовский Леонид (Поляков), епископ Костромской и Галичский Никодим (Руснак), епископ Волоколамский Питирим (Нечаев).
Вл. Боголепа отличала требовательность к духовенству: он увольнял за штат священнослужителей, нарушавших церковные каноны, в частности вносивших в богослужение униатские обычаи. Кандидатов на священные степени архиерей непременно направлял на учёбу в духовные учебные заведения, обычно в Одесскую духовную семинарию.
С 5 февраля 1965 года — епископ Переяслав-Хмельницкий, викарий Киевской епархии.
С 25 мая 1965 года — епископом Кировоградский и Николаевский.
9 сентября 1974 года возведён в сан архиепископа указом Патриарха Пимена.
В 1976 года уполномоченный Совета по делам религий при СМ УССР по Николаевской области В. А. Чунихин в характеристике владыки отметил, что он «принадлежит к числу наиболее реакционных и фанатичных правящих архиереев» и что «дальнейшее пребывание Боголепа в качестве епархиального архиерея крайне нежелательно».
6 октября 1977 года архиепископ Боголеп был отправлен на покой.
Скончался 13 мая 1978 года в Одессе после продолжительной тяжёлой болезни. Похоронен на братском кладбище Успенского мужского монастыря в Одессе, недалеко от главного храма.